# Stig Guldberg
Stig Guldberg (* 26. November 1916 in Dänemark; † 18. April 1980) ist Gründer des Guldberg-Plans, einer Organisation, die seit 1950 Rehabilitationsmaßnahmen für körperbehinderte Kinder aus Dänemark, Deutschland, Österreich und anderen Ländern organisiert. Guldberg, der durch einen Unfall am 18. Februar 1947 im dänischen Næstved selbst den linken Unterarm und die rechte Hand verloren hatte, ermöglichte bis zu seinem Tode weit über 15.000 Kindern einen Aufenthalt in einem seiner Ferienlager. Der damalige Bundespräsident Theodor Heuss zeichnete Guldberg am 11. Februar 1958 mit dem Bundesverdienstkreuz 1. Klasse aus.
Von 1963 bis 1983 betrieb der Guldberg-Plan in Kramnitze bei Rødby auf der dänischen Insel Lolland ein eigenes Sommercamp. Die Arbeit Guldbergs wird in Deutschland durch den 1974 gegründeten Verein „Deutsche Arbeitsgruppe Guldberg-Plan für die psychische Rehabilitation behinderter Kinder – gemeinnütziger Verein e.V.“ (DAGP)  fortgeführt. Die Reha-Freizeiten über Ostern und im Sommer richten sich an Kinder im schulpflichtigen Alter mit jeder Form von Körperbehinderung. Der von Stig Guldberg entwickelte therapeutische Ansatz, behinderten Kindern insbesondere durch Sport und Bewegung mehr Selbständigkeit und Selbstvertrauen zu schenken, steht dabei unverändert im Mittelpunkt der Aktivitäten.